# Patuli
Patuli é uma vila no distrito de Barddhaman, no estado indiano de Bengala Ocidental.

## Geografia
Patuli está localizada a 23° 33′ N, 88° 15′ L. Tem uma altitude média de 18 metros (59 pés).

## Demografia
Segundo o censo de 2001, Patuli tinha uma população de 4451 habitantes. Os indivíduos do sexo masculino constituem 51% da população e os do sexo feminino 49%. Patuli tem uma taxa de literacia de 64%, superior à média nacional de 59,5%: a literacia no sexo masculino é de 69% e no sexo feminino é de 60%. Em Patuli, 10% da população está abaixo dos 6 anos de idade.